# Şefaatli

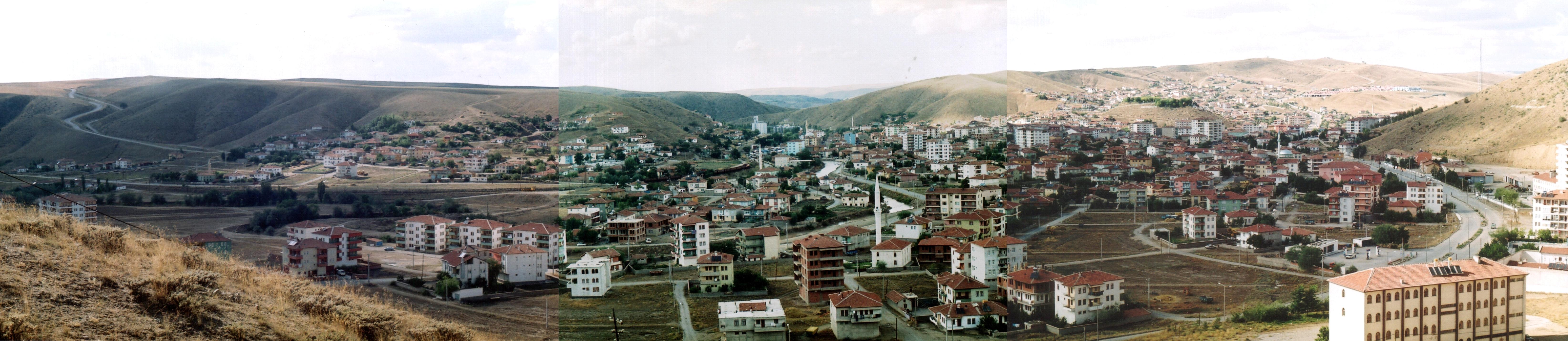
A panoramic view of Şefaatli

Şefaatli est une ville et un district de la province de Yozgat dans la région de l'Anatolie centrale en Turquie.